# Ielîzavetivka, Bratske
Ielîzavetivka (în ucraineană Єлизаветівка) este un sat în comuna Hannivka din raionul Bratske, regiunea Mîkolaiiv, Ucraina.

## Demografie
Componența lingvistică a localității Ielîzavetivka
     Ucraineană (96,13%)
     Română (2,9%)
     Alte limbi (0,65%)
Conform recensământului din 2001, majoritatea populației localității Ielîzavetivka era vorbitoare de ucraineană (96,13%), existând în minoritate și vorbitori de română (2,9%).